# Miagrammopes molitus
Miagrammopes molitus là một loài nhện trong họ Uloboridae.
Loài này thuộc chi Miagrammopes. Miagrammopes molitus được Arthur Merton Chickering miêu tả năm 1968.